# Koo Wee Rup
Koo Wee Rup – miasto w Australii, w stanie Wiktoria.